# Rospez
Rospez (bretonisch: Rospezh) ist eine französische Gemeinde mit 1.790 Einwohnern (Stand: 1. Januar 2022) im Département Côtes-d’Armor in der Region Bretagne. Die Gemeinde gehört zum Arrondissement Lannion und zum Kanton Lannion. Die Einwohner werden Rospéziens genannt.

## Geographie
Rospez liegt etwa 51 Kilometer westnordwestlich von Saint-Brieuc. Umgeben wird Rospez von den Nachbargemeinden Kermaria-Sulard im Norden, Trézény im Nordosten, Lanmerin und Quemperven im Osten, Caouënnec-Lanvézéac im Süden, Lannion im Westen sowie Louannec im Nordwesten.

## Bevölkerungsentwicklung
| Jahr                      | 1962 | 1968 | 1975 | 1982 | 1990 | 1999 | 2006 | 2013 |
| Einwohner                 | 737  | 758  | 1163 | 1630 | 1622 | 1525 | 1663 | 1742 |
| Quelle: Cassini und INSEE |      |      |      |      |      |      |      |      |

## Sehenswürdigkeiten
- Kirche Saint-Pierre-Saint-Paul
- Waschhaus